# 파울라 에체바리아
파울라 에체바리아(Paula Echevarría, 1977년 8월 7일 ~ )는 스페인의 배우이다.

## 출연 작품
- 크라임 웨이브 (2018)
- 라이트 오브 선데이 (2007)
- 카르멘 (2003)